# NetBus
NetBus é um trojan. Ferramenta de administração remota com uma interface muito simples e muito fácil de utilizar que utiliza a porta 12345.Tem funções como abrir e fechar drive de cd, iniciar algum programa, controlar mouse entre outras. o Indivíduo que controla a máquina infectada remotamente, pode fazer download, abrir programas, deletar arquivos e formatar partições. Um perigo se cair em mãos mal-intencionadas, porém sendo muito útil em assistência remota.
O primeiro Netbus foi desenvolvido por um programador sueco chamado Carl-Fredrik Neikter com a intenção de fazer manutenção de computadores a longa distância, mas caiu nas mãos erradas devido à sua facilidade de uso. Foi disponibilizado na Internet em Março de 1998.
Esse programa é composto por duas partes: um cliente (netbus.exe) e o servidor (patch.exe) sendo essa que deverá ser instalada no computador que se queira gerir remotamente. Utilizando algumas portas TCP, o "gestor da rede" tem a capacidade de gerir ficheiros, gravar sons e fazer praticamente o mesmo que poderia fazer com esse computador à sua frente, só que confortavelmente sentado em sua casa.
O Net Bus serviu de base para programas futuros como ProRat, SubSeven, Turkojan dentre outros de mesma natureza mas obviamente aprimorados, distânciando seu parentesco com sua raiz desenvolvendo novas funções e um novo estilo de conexão chamada conexão reversa onde o programa hacker é o servidor que aguarda a conexão de suas vitimas que tomam o lugar dos clientes, este é um ponto onde muitos "Lammers" se perdem, muitos que apenas entram no "mundo do hacking" e se acham os maiorais de hoje em dia, chama o programa de cliente e seu virus de servidor, o que não estaria errado se estivéssemos falando de programas já considerados primitivos neste meio.
As funções do Net Bus incluem:
- Sustentar mais de 1 hacker no computador da vitima com o mesmo malware;
- Controle de Microfone,Área da tela,Mouse,Processos,Janelas ativas,Arquivos,Informações do computador,Links,Mensagens falsas e até seu driver de CD;
- Editar e re-criar o vírus Patch.exe (seu servidor);
- Funcionamento em qualquer versão do Windows;
- Bind connection (conexão direta);
- Um visual terrivelmente estranho.